# Acinodendron globuliflorum
Acinodendron globuliflorum là một loài thực vật có hoa trong họ Mua. Loài này được (Rich.) Kuntze mô tả khoa học đầu tiên năm 1891.